# Alfred Bornhalm
Alfred Bornhalm (* 22. April 1951) war von März 2023 bis März 2024 Präsident des Sozialverbandes Deutschland (SoVD). Außerdem hat er weitere Führungsaufgaben im SoVD inne.
Er ist Vorsitzender des Kreisverbandes Kiel  sowie des Landesverbandes Schleswig-Holstein.  Im März 2023 wurde er in Berlin für ein Jahr zum Präsidenten des SoVD gewählt. In dieser Funktion war er bis zur Neuausrichtung des Verbandes mit einer hauptamtlichen Spitze im März 2024 tätig.

## Leben und Arbeit
Bornhalm absolvierte nach einer handwerklichen Ausbildung ein Studium der Sozialen Arbeit an der Fachhochschule Kiel. Von 1978 bis 2014 arbeitete er im Sozialdezernat der Landeshauptstadt Kiel. Über viele Jahre war er Leiter des Amtes für Familie und Soziales und damit für die kommunalen Bereiche der Jugend-, Sozial- und Eingliederungshilfe verantwortlich.

## Veröffentlichung
- Verstricken sich die Sozialarbeiter in ihren eigenen Netzwerken? Alfred Bornhalm und Gerwin Stöcken -- Einige nestbeschmutzende Überzeichnungen Berliner Republik 1/2001